# 両備システムズ
株式会社両備システムズ（りょうびシステムズ）は岡山県岡山市北区に本社を置く、情報処理業を主業務とするシステムインテグレーター（独立系）。両備グループの一員であり、グループ内で情報関連部門の中核に位置付けられている会社である。

## 概要
両備システムズをはじめとして、両備グループ全体としては情報処理に関する業務を一通り網羅しているが、これは両備システムズが成長する過程で業務内容を拡大しながら、ある程度の規模になった段階で分社化した結果と言える。
結果として、現在の両備システムズは官公庁・自治体、医療機関向けシステムの開発・運用受託がメインとなっているが、2030年度には売上高500億円を目指し、売り上げの6割強を占めている公共分野に加えて、民需分野での成長や、AIを活用したシステム提案などに乗り出し、2026年度には公共と民需の比率を5：5にしていく。また、設立当初から富士通製FACOM231を導入し、かつては富士通と合弁で富士通岡山システムエンジニアリングを設立するなど、富士通とのつながりが強い。

## 沿革
- 1965年（昭和40年） - 協同組合岡山電子計算センターとして設立。
- 1969年（昭和44年） - 株式会社化
- 1973年（昭和48年） - 商号を株式会社両備システムズに変更
- 1985年（昭和60年） - 富士通と共同出資で株式会社富士通岡山システムエンジニアリングを設立。
  - 同社は、のちに富士通の完全子会社となり、富士通システムズ・ウエストを経て2016年に富士通へ吸収合併された。
- 1988年（昭和63年） - システム機器部を分社化し、株式会社両備システム機器販売（現・両備システムイノベーションズ）を設立。以降、おもに民需向け部門を独立させて別会社を設立していく。
- 2020年（令和2年）1月1日 - 株式会社両備システムイノベーションズ・株式会社リョービシステムサービス・株式会社両備システムソリューションズ・株式会社リオス・株式会社エス・シー・ラボを吸収合併。
- 2022年（令和4年）
  - 10月31日 - 医療機関向け電子カルテ等を提供する株式会社マックスシステム（東京都大田区）の全株式を取得し、子会社化した[4]。
  - 11月1日 - 本社機能を岡山市南区豊成から北区下石井の杜の街グレース内へ移転。なお、一部の部署と登記上の本店は南区豊成の旧本社に残す[5]。
- 2023年（令和5年）2月 - 新規事業創出を見据え、投資運用子会社「株式会社Ryobi Algotech Capital」設立

## 関連会社
- シンク
- マックスシステム